# Mário Ventura
Mário Ventura Henriques (n. Lisboa 24 de Maio de 1936 - Lisboa 16 de Junho de 2006) foi um jornalista e escritor português.

## Biografia
Mário Ventura trabalhou como jornalista nos jornais Diário Popular, Diário de Notícias, Seara Nova, foi o fundador do semanário Jornal Extra e chefiou a agência noticiosa Europa Press. Juntamente com José Saramago (Prémio Nobel de Literatura, 1998), Armindo Magalhães, Luís Francisco Rebello, Manuel da Fonseca e Urbano Tavares Rodrigues foi, em 1992, um dos fundadores da Frente Nacional para a Defesa da Cultura (FNDC).
Foi presidente da Associação Portuguesa de Escritores e do Festival Internacional de Cinema de Troia (Festroia).
Mário Ventura era um homem multifacetado que, além do empenho que sempre demonstrou à frente do festival, dedicou vários anos ao trabalho jornalístico em Portugal e Espanha e foi autor de uma obra literária com mais de 15 volumes, que inclui contos, romances, álbuns e livros de memórias.
Como jornalista, Mário Ventura Henriques trabalhou no “Diário Popular” e no “Diário de Notícias”, pertenceu ao conselho de redacção da revista “Seara Nova”, dirigiu o semanário “Extra” e chefiou a agência noticiosa Europa Press. A partir de 1968 foi correspondente da imprensa espanhola, função que abandonou nos anos 90, tendo chegado a dirigir a edição portuguesa da “Cambio 16”.
No plano literário, fez a sua estreia com A Noite da Vergonha, publicado em 1963, seguindo-se À Sombra das Árvores Mortas (1966) e O Despojo dos Insensatos (1968).
Reuniu depois, nos volumes Alentejo Desencantado (1969) e Morrer em Portugal (1976), narrativas sobre várias regiões do país, tendo regressado ao romance em 1979 com “Outro Tempo Outra Cidade”, a que se seguiu, seis anos mais tarde, em 1985, “Vida e Morte dos Santiagos”, que venceu o Prémio de Ficção do Pen Clube e o Prémio Literário do Município de Lisboa.
O escritor publicou ainda “Conversas” (1986), uma colectânea de diálogos com escritores, os romances “Março Desavindo” (1987) e “Évora e os Dias da Guerra” (1992), este último vencedor de um novo prémio do Pen Clube.
Presidente da Associação Portuguesa de Escritores no início da década de 1990, assinou igualmente “A Revolta dos Herdeiros” (1997), “O Segredo de Miguel Zuzarte” (1999), “Quarto Crescente” (memórias, 2001) e o álbum “Portugal – Geografia do Fatalismo”.
Em 2002 lançou “Atravessando o Deserto” e, no ano seguinte, viu sair uma reedição de “A Noite da Vergonha”, para assinalar os 40 anos da sua vida literária. Um novo romance, “O Reino Encantado”, chegou em 2005, ano em que foi reeditada “Vida e Morte dos Santiagos”, assinalando as duas décadas da publicação original da obra.
Faleceu a 16 de Junho de 2006, vítima de doença súbita. Tinha 70 anos.

## Prémios
- Prémio P.E.N. Clube Português de Novelística (1986) para Vida e Morte dos Santiagos
- Prémio Literário Município de Lisboa

## Obras
- 1963- A Noite da Vergonha
- 1966- À Sombra das Árvores Mortas
- 1968- O Despojo dos Insensatos
- 1969- Alentejo Desencantado
- 1975- Morrer em Portugal
- 1979- Outro Tempo, Outra Cidade
- 1985- Vida e Morte dos Santiagos
- 1987- Março Desavindo
- 1991- Évora e os Dias de Guerra
- 1997- A Revolta dos Herdeiros
- 1999- O Segredo de Miguel Zuzarte
- 2001- Quarto Crescente
- 2001- Portugal, Geografia do Fatalismo
- 2002- Atravessando o Deserto
- 2005- O Reino Encantado